# 파라다이스 러브
파라다이스 러브(Paradies: Liebe)는 2012년 공개된 드라마 영화이다.

## 줄거리
케냐에서 그녀들은 ‘슈가 마마’로 알려져 있다. 생활을 위해 사랑을 팔고 있는 아프리카 소년들을 찾는 유럽 여인들.
50세인 오스트리아 여자이자 사춘기에 접어든 딸을 가진 엄마인 테레사는 파라다이스를 꿈꾸며 아프리카로 여행을 떠난다. 그녀는 거기서 실망과 실망을 거듭하며 한 비치 소년에서 다른 비치 소년으로 옮기다 결국 케냐 해변가에서의 사랑은 비즈니스라는 것을 깨닫는다. <파라다이스 러브>는 섹스 관광, 중년 부인들과 젊은 소년들, 섹슈얼리티의 시장성과 가치, 피부색의 파워, 유럽과 아프리카의 대조 등을 보여주며 이들의 색다른 사랑 이야기를 풀어간다.

## 배역
- 마가렛 티에젤 (주연 : 테레사 역)
- 피터 쿠준구 (주연 : 몽가 역)
- 가브리엘 므와루아 (조연 : 가브리엘 역)
- 카를로스 므쿠타노 (조연 : 살라마 역)
- 잉게 마우스 (조연)
- 던자 소위네스 (조연)
- 헬렌 브로겟 (조연)